# بهولا (فیلم ۲۰۲۳)
بهولا (انگلیسی: Bholaa) فیلم هندی اکشن هندی-زبان تولید سال ۲۰۲۳ است که توسط اجی دیوگن کارگردانی شد و تولید مشترک آجای دفگن فیلمز، ریلاینس انترتینمنت، تی-سریز و دریم واریر پیکچرز می‌باشد. این فیلم بازساخته ای از فیلم زندانی (۲۰۱۹) است. بازیگران اصلی فیلم، اجی دیوگن در نقش شخصیت اصلی فیلم و تابو، دیپاک دوبریال، سانجای میشرا، گاجراج رائو و وینیت کومار هستند.
فیلمبرداری اصلی از ماه ژانویه ۲۰۲۲ تا ژانویه ۲۰۲۳ در بمبئی، حیدرآباد و بنارس انجام گرفت. بهولا در روز ۳۰ مارس ۲۰۲۳ اکران شد و نظرات متفاوتی را از منتقدان دریافت کرد. این فیلم تا تاریخ ۴ مهٔ ۲۰۲۳، در سرتاسر جهان به فروشی بالغ بر ۱۱۱٫۶۴ کرور روپیه (۱۴ میلیون دلار آمریکا) دست یافت.